# 加納クレタ
「加納クレタ」（かのうクレタ）は、村上春樹の短編小説。

## 概要
| 初出     | 書き下ろし                            |
| 収録書籍 | 『TVピープル』（文藝春秋、1990年1月） |

当時ローマに暮らしていた村上は、本作品と「ゾンビ」の二つの短編をワン・セットとして郵便で編集者に送るが、雑誌掲載を断られてしまう。そのため両作品とも書き下ろしとなった。
英訳はまだなされていないが、オランダ出身の研究者ヤコバス・ニコラース・ウェスタホーヴェンが本作をオランダ語に翻訳している。
80年代末から90年代初頭にかけて、村上は女性が主人公の短編小説を集中的に書いた。「眠り」（1989年）、「ゾンビ」（1990年）、「緑色の獣」（1991年）、「氷男」（1991年）などである。本作「加納クレタ」も同様に女性が主人公の物語である。
村上は本作発表後に書いた長編小説『ねじまき鳥クロニクル』（『新潮』1992年10月号から連載開始）に、「加納マルタ」「加納クレタ」という名前の姉妹を登場させているが、人物設定は本作とは微妙に異なっている。

## あらすじ
「私」は姉の加納マルタの仕事の手伝いをしている。姉の職業は人の体を浸している水の音を聴くことだ。「私」の名前は加納クレタというが、それは姉の手伝いをするときの名前で、本名は加納タキという。山の中の古い一軒家で姉と暮らしている。一級建築士の資格を持っている。
もしあんたにも体の中の水音が聞き取れさえすれば問題は解決したも同然なのにさ、とマルタは言う。たしかに問題を抱えていると「私」は思う。男たちは加納クレタを見るとみんなきまって犯そうとするのだ。そんなわけで「私」はこれまでにありとあらゆる種類の男に犯されてきた。だが、ある警官は地下室でクレタを犯そうとしたときにマルタに後ろからバールで打たれ、包丁で殺された。
ある日電話がかかってくる。大型火力発電所の設計をやってみないかという誘いだ。それはクレタの胸をわくわくさせる。私は外の世界に出て、いっぱい火力発電所をつくりたいのだ。
「でもな、お前、外に出たらまたひどい目にあうかもしれんぜ」と姉から忠告を受けるが、「私」は家を出ることにする。